# افسانه‌های اسپایدرویک
افسانه‌های اسپایدرویک یا ماجراهای اسپایدرویک (به انگلیسی: The Spiderwick Chronicles) فیلمی به کارگردانی مارک واترز عرضه شده در سال ۲۰۰۸ محصول آمریکا و به بازیگری فردی هایمور، مری-لوئیز پارکر، نیک نولتی و سارا بولگر است.
این فیلم بر اساس مجموعه پنج جلدی کتاب‌های محبوب نوجوان به همین نام نوشته تونی دی ترلیزی و هالی بلک ساخته شده‌است. اولین جلد این مجموعه در سال ۲۰۰۳ منتشر شد و چهار جلد دیگر در همین سال و سال بعد راهی بازار شدند.

## داستان
هلن گریس که به تازگی از شوهرش جدا شده، به همراه پسران دوقلویش جارد و سیمون و دختر بزرگش ملوری به خانه‌ای قدیمی در املاک اسپایدرویک متعلق به عمه لوسیندا اثاث کشی می‌کنند. در شب اول اقامت شان در خانه جدید، ملوری پشت دیواری کاذب یک آسانسور کوچک و یک کلید عجیب پیدا می‌کند. جارد با استفاده از آسانسور و کلید به اتاقی مخفی راه پیدا می‌کند که متعلق به صاحب قدیمی خانه آرتور اسپایدرویک است.
جارد با استفاده از کلید صندوقی را باز کرده و نوشته‌های اسپایدرویک را می‌یابد. کتابچه‌ای که حاوی اسرار سرزمین پریان است و اسپایدرویک طی یادداشتی از یابنده خواسته تا محتویات خطرناک کتاب را نخواند. اما جارد اخطار را نادیده گرفته و مهر از کتاب برمی گیرد.
مدتی بعد جرد با موجود کوتوله‌ای به نام تیمبل تاک برخورد می‌کند که از موجوداتی کوچک و معمولاً نامرئی با وی سخن می‌گوید و اینکه موجودی پلید به نام مولگارث در صدد دستیابی به کتابچه اسپایدرویک است تا بر تمامی سرزمین پریان حکمرانی کند.
اسپایدرویک سال‌ها قبل ناپدید شده، اما قبل از رفتن حصاری جادویی پیرامون خانه برای حفاظت از دخترش تعبیه کرده‌است. جارد موضوع را با برادر و خواهرش در میان می‌گذارد، اما آنها حرف‌های جارد را جدی نمی‌گیرند. تا اینکه سیمون توسط بختک‌های شرور مولگارث دزدیده و به اسارت گرفته می‌شود. همزمان جارد با بختکی خوش قلب و دشمن مولگارث به نام هاگسکوئیل آشنا می‌شنود. مولگارث سیمون را رها می‌کند تا کتابچه را برای وی بیاورد.
اما جارد و ملوری او را از کار برحذر می‌کنند و در نتیجه با حمله گسترده بختک‌ها به خانه روبرو می‌شوند. به نظر می‌رسد تنها کسی که می‌تواند به آنها کمک کند وارث خانه، یعنی لوسیندا دختر سالخورده اسپایدرویک است. اما عمه لوسیندا به آنها می‌گوید تنها راه نجات آنها یافتن آرتور اسپایدرویک است اما او نمی‌تواند به آن‌ها کمکی کن مولگراث سه صفحه از کتاب را می‌دزدد و …